# Ixodes ochotonae
Ixodes ochotonae är en fästingart som beskrevs av Charles Stuart Gregson 1941. Ixodes ochotonae ingår i släktet Ixodes och familjen hårda fästingar. Inga underarter finns listade i Catalogue of Life.